# Война старика
«Война старика» (англ. Old Man's War) — военно-фантастический роман американского писателя Джона Скальци, опубликованный в 2005 году. Его дебютный роман был номинирован на премию Хьюго за лучший роман в 2006 году.
Это первый роман из серии «Война старика» Скальци. Продолжение «Бригады призраков» было опубликовано в 2006 году, за ним последовали еще две книги: «Последняя колония» (2007) и «Сказка Зои» (2008). Еще одна книга из этой серии, «Человеческий отдел», была опубликована в виде сериала, а затем собрана в роман (2013). Следующая книга серии, «Конец всего сущего», была опубликована в июне 2015 года в виде четырёх новелл.
В 2011 году роман выбран Paramount Pictures для экранизации.

## Сюжет
Роман рассказывает о солдате по имени Джон Перри и его подвигах в Силах самообороны колоний (ССК). Повествование от первого лица рассказывает о военной карьере Перри от новобранца ССК до звания капитана. Действие происходит во вселенной, густо населенной формами жизни, в которой космические виды конкурируют за редкие планеты, пригодные для поддержания жизни. В результате Перри должен научиться сражаться с самыми разными инопланетянами. Персонажи «Войны старика» обладают усовершенствованной ДНК и нанотехнологиями, что даёт им преимущества в силе, скорости, выносливости и ситуационной осведомленности.

### Краткое содержание
Джон Перри, 75-летний писатель-рекламист на пенсии, присоединяется к Силам самообороны колоний, которые защищают межпланетных колонистов. Добровольцы подписывают письма о намерениях и предоставляют образцы ДНК в возрасте 65 лет, что Джон и его ныне покойная жена Кэти сделали за десять лет до начала истории. Посетив могилу своей жены, чтобы попрощаться (поскольку волонтеры никогда не смогут вернуться на Землю), Перри садится на космический лифт, а затем на корабль ССК «Генри Хадсон», где он встречает Томаса, Джесси, Гарри, Алана, Сьюзен и Мэгги, других волонтеров-пенсионеров. Они называют себя «Старпёрды».
После серии необычных психологических и физических тестов разум Перри переносится в новое тело, основанное на его генетическом материале. Его новое тело представляет собой более молодую версию его самого, но генетически модифицированную, с усиленной мускулатурой, зелёной кожей и желтыми кошачьими глазами. Теперь он обладает огромной силой и ловкостью, искусственной кровью, усиленной наноботами, улучшенным зрением и другими чувствами, а также, что самое важное, МозгоДругом — нейронным интерфейсом, который, помимо других возможностей, позволяет Перри общаться с другими членами ССК посредством мысли.
После недели легкомыслия и распутства в своих новых телах Перри и другие новобранцы приземляются на Бета Пиксис III для базовой подготовки. В ходе этого обучения наследие ССК в вооруженных силах США становится очевидным, когда новобранцев обучают «Кредо стрелка». Инструктор Перри, старший сержант Руис, ведет себя жестко и пренебрежительно по отношению к новобранцам, но обнаруживает, что Перри является создателем рекламного слогана, который Руис принял как личную мантру («Иногда вам просто нужно отправиться в путь»). В качестве сомнительного жеста уважения Перри дают должность командира взвода на несколько недель обучения, прежде чем его отправят на корабль СГО «Модесто». Его первое столкновение происходит с Консу, жестоким, невероятно умным и религиозно ревностным инопланетным видом. Перри импровизирует с тактикой, которая позволила ССК выиграть эту первую битву. Вскоре за этим следует ряд сражений, в частности, с медвежьими вайдианцами и крошечными Кованду. К концу последнего сражения Перри начинает страдать от психологического стресса из-за убийства лилипута Кованду и признает, что он изменился как физически, так и морально.
Став ветераном, Перри участвует в Битве за Коралл. На планете есть коралловые рифы, ценные для атакующих рраей, а также человеческая колония (рраей также любят человеческую плоть). ССК планирует быстро контратаковать небольшими силами до того, как рраей начнут добычу коралловых полос, но рраей каким-то образом могут предсказать появление скип-двигателя космического корабля (поступок, который не должен быть возможен) и использовать эти знания, чтобы устроить засаду и уничтожить корабли ССК, после прибытия в систему Коралл. Сообразительность Перри позволяет ему и его однополчанам на транспортном шаттле выбраться из-под обломков «Модесто» и добраться до поверхности планеты, но их сбивают. Все, кроме Перри, погибли в результате крушения; Перри тяжело ранен. Перри оставляет умирать поисковая группа рраей (которая находит солдат ССК несъедобными), и его спасают члены таинственных «Призрачных бригад», подразделений специального назначения ССК. Перри думает, что он умер, когда видит более молодую зеленую версию своей мертвой жены Кэти, которая на самом деле является Джейн Саган, лидером спасательной команды Призрачных Бригад.
После восстановления Перри встречает Саган, которая, как выясняется, был выращен на основе образца ДНК Кэти Перри, что разрешено законом в её письме о намерениях присоединиться к ССК. В отличие от Джона, Джейн не помнит о жизни Кэти, поскольку ей всего шесть лет, но, узнав о Кэти, Джейн стремится узнать больше от Джона о том, как быть «настоящим» человеком и о том, какую жизнь можно вести за пределами ССК.
Саган пользуется своей ролью, чтобы назначить Джона на должность консультанта (в качестве лейтенанта) для сбора информации от Консу во время ритуальной встречи для получения информации. Перри обнаруживает, что рраей получил от Консу тахионную технологию обнаружения сквозного скачка, которая использовалась для организации засады на Коралле. Перри также использует своё положение, чтобы последние двое его друзей из «Старпёров» были переведены с боевой службы на военные исследования. Затем Саган и Перри участвуют в операции спецназа, пытаясь захватить или уничтожить заимствованную технологию Консу перед крупной атакой с целью отбить Корал у рраей. Перри сыграл важную роль в успешном исходе битвы, захватив техническое руководство для системы обнаружения Консу (которое было уничтожено в бою) и спасает жизнь Саган после того, как она была тяжело ранена. Однако он больше никогда её не видел после того, как доставил её на шаттл, который возвращает её в секретные Бригады Призраков.
В конце книги Перри становится капитаном после битвы в Корале и, несмотря на разлуку, надеется встретиться с Саганом, когда их срок службы истечет.

## Технологии

### Сквозной скачок
«Война старика» представляет новую форму сверхсветовых путешествий под названием «Сквозной скачок». Сквозной скачок берёт объект, например космический корабль, пробивает дыру в космосе и перемещает объект в пункт назначения в новой, по сути идентичной вселенной. Существуют ограничения на пропускную способность, поскольку персонажи не знают всего, что нужно знать о том, как всё происходит. Ограничения заключаются в следующем:
- Пропускаемый объект не должен находиться рядом с крупным гравитационным колодцем.
- Пропуск объекта не может происходить на большие расстояния.

Колониальный союз и правительства других стран используют для связи устройства, называемые дронами-скипами. Эти скиповые дроны по сути представляют собой компьютеры, оснащённые скиповыми приводами. Корабль или спутник запустит одно из этих устройств вдали от местных гравитационных скважин, перейдет в нужный регион и загрузит информацию местному населению.
Более продвинутые расы, особенно Консу, имеют более сложное понимание Сквозного скачка и могут даже обнаруживать корабли, входящие в систему.

### МозгоДруг
МозгоДруг — это мозговой имплант, который позволяет членам Сил самообороны колоний (ССК) отправлять и получать данные, включая речь, планы боевых действий и многое другое. Солдаты ССК используют своих МозгоДрузей, чтобы общаться друг с другом, переводить иностранные языки, смотреть классические мультфильмы и читать старые книги.
МозгоДруг позволяет солдату ССК управлять колониальными технологиями силой мысли. Винтовку ССК может использовать только тот, у кого есть МозгоДруг.
Для членов Призрачных бригад МозгоДруг делает гораздо больше: он обеспечивает синтетическое сознание, которое позволяет новорожденным солдатам функционировать до тех пор, пока не разовьётся их собственная личность. Это создает у людей, встречающих спецназовцев, впечатление, что они знают всё. Когда МозгоДруг сталкивается с ситуацией, незнакомой новорожденному солдату, он с поразительной скоростью загружает соответствующую и важную информацию прямо в сознание.

### MP-35
MP-35, также известный как «эм-пэ», является основным оружием пехоты, используемым Силами самообороны колоний (ССК). Оружие имеет возможности самосборки и самовосстановления, возможность взаимодействия с МозгоДругом, а боеприпасы состоят из наноробототехнических пуль, способных немедленно трансформироваться в любой тип желаемого снаряда, включая пули, зажигательные вещества, взрывчатку и лучи. Эти особенности делают его превосходящим обычные типы оружия, поскольку решает проблему чрезмерного веса, связанную с ношением нескольких видов оружия, заклиниванием оружия и его использованием противником. Оружие оказалось очень универсальным и адаптируемым на поле боя, как показано в первой битве Перри против Консу, где он в полной мере воспользовался преимуществами адаптируемости оружия и использовал МозгоДруга, чтобы запрограммировать последовательность стрельбы, которая использовала слабости врагов для победы в битве.

### Бобовый стебель
Бобовый стебель — это космический лифт, построенный ССК и соединяющий Землю и космическую станцию ССК. Космический лифт, официально построенный для перевозки колонистов и новобранцев ССК в космос, продемонстрировал мощь и технологическое мастерство ССК. Для жителей Земли космический лифт противоречит физике и был крайне непрактичным. Генри предположил, что вся концепция Бобового стебля была заимствована у другого инопланетного вида. В реальной жизни Джон Скальци отмечает, что возможность и практическое применение космического лифта носят умозрительный характер.

## Инопланетные виды

### Консу
Консу — жестокая, технологически развитая и сильно религиозная инопланетная раса. Они верят в то, что помогают достойным расам достичь «Унгката», состояния совершенства для всей расы. Консу — самая развитая инопланетная раса, представленная в «Войне Старика». Их родная система окружена сферой Дайсона, которая использует всю энергию звезды-спутника местного Солнца, карликовой звезды, чтобы сделать её непроницаемой для оружия и технологий всех других известных видов. Консу обладают настолько продвинутыми технологиями, что даже ССК не могут перепроектировать или даже полностью понять их, например, тахионные детекторы. Несмотря на то, что Консу являются наиболее технологически развитыми из всех инопланетных рас, представленных в романе, в любом конфликте Консу будет масштабировать технологию своего оружия до уровня технологии своего противника, чтобы сохранить честность битвы. В отличие от других инопланетных рас, Консу сражаются не за территорию, а по религиозным мотивам, полагая, что любым инопланетянам, убитым воинами Консу, тем самым гарантировано другое место в цикле творения. Консу редко встречаются с посторонними, и любой человек, который это делает, неизбежно становится преступником или другим нежелательным человеком. После встречи, место встречи взрывается и превращается в чёрную дыру, чтобы он не мог осквернить других Консу.

### Кованду
Кованду — лилипутский вид, самый высокий из которых имеет размер всего лишь 3 сантиметра, но в остальном очень похож на человека. Их агрессия при колонизации планет также похожа на человеческую, иногда вызывая конфликты. Одна человеческая колония была захвачена Кованду, когда она была заброшена из-за вируса (который не затронул Кованду). После разработки вакцины люди вернулись, чтобы силой забрать ее обратно.
Они одарены в искусстве, особенно в поэзии и драме.

### Рраей
Рраей — раса, описанная в «Войне старика» как значительно менее развитая, чем ССК. Они считают людей частью «сбалансированного завтрака», и даже известно, что знаменитые повара показывают, как лучше всего зарезать человека. Они стали серьезной проблемой для ССК после приобретения у Консу технологии прогнозирования траектории движения судна — действие, которое ранее считалось невозможным. Единственное их физическое описание — это упоминание о том, что у них есть голова, конечности и «мускулистые птичьи ноги». У них развилась тяга к человеку, вплоть до создания множества блюд для разных частей тела. Они на несколько десятилетий отстают от ССК с точки зрения технологий и вооружения, но, тем не менее, по-прежнему считаются угрозой для ССК. Устройство обнаружения пропуска двигателя, данное им Консу, позволило им уничтожить целый флот кораблей ССК без каких-либо потерь для себя.

### Вайданцы
Вайданцы — инопланетный вид, внешне похожий на «помесь чёрного медведя и большой белки-летяги». Их дом состоит из маленьких планет, связанных между собой. Они художественно одарены и почти так же технологически развиты, как ССК. По этой причине они стали мишенью ССК, а их космопорт полностью разрушен флотом кораблей ССК. Высшая форма искусства Вайди — коллективное песнопение, которое исполняется небольшими группами вплоть до целых городов.

## Поднимаемые темы
«Война старика» относится к жанру военной научной фантастики, но в романе присутствуют темы этики продления жизни, дружбы, брака, значения смертности, того, что делает человека человеком, и индивидуальной идентичности. Старение играет свою самую большую роль в начале романа, когда ССК может найти способ обратить вспять последствия старения. Темы брака и дружбы исследуются в характеристике Джона Перри через его постоянную любовь к умершей жене и более поздним встречам с Джейн. Когда дело доходит до личности и человечности, Джон Перри оказывается в центре внимания, и его черты характера к концу романа определяют, верит ли читатель, что Джон Перри всё ещё человек.
Скальци утверждает, что на него повлияли «Звёздный десант» Роберта Хайнлайна, и он смоделировал формат своей книги по мотивам романов Хайнлайна. Он хотел сделать историю как можно более симпатичной читателю, в которой можно понять такие события, как война.
Скальци воспользовался тем, что узнал о Хайнлайне, и подготовил четыре урока о том, как создать роман, посвященный персонажам. Эти уроки заключаются в том, что история должна существовать только для своих персонажей, оставлять в персонажах место для читателя, заставлять персонажей говорить как люди и заставлять персонажей вести себя как люди. Темы его романа были основаны на четырех уроках, в которых нужно было сделать персонажа максимально связным, сохраняя при этом его тему космической армии.

## Продолжения
- Бригады призраков / The Ghost Brigades (2006)
- Последняя колония / The Last Colony (2007)
- Zoe’s Tale (2008)
- The Human Division (2013)
- The End of All Things (2015)

## Экранизации
В 2017 году Netflix объявил о планах снять фильм по вселенной «Войны старика». Предыдущие неудачные попытки выпустить адаптации «Войны старика» включают кинопроект Paramount Pictures и телеадаптацию Syfy.

## Признание
«Война старика» была хорошо принята. Роман был номинирован на премию «Хьюго» за лучший роман в 2006 году, но проиграла роману «Спин», написанному Робертом Чарльзом Уилсоном. «Война старика» заняла первое место в опросе читателей Tor.com как лучший научно-фантастический и фэнтезийный роман 2000–2010 годов. В 2012 году он занял первое место в онлайн-опросе читателей Локус как лучший научно-фантастический роман XXI века, а в 2011 году «Война старика» заняла 74-е место в опросе читателей NPR.com среди 100 лучших научно-фантастических романов, книги/серии в жанре фэнтези за 2011 год.

## Внешние ссылки
- Список публикаций произведения «Old Man’s War» в ISFDB (англ.)
- Editorial Reviews at Amazon
- "Old Man's War Cover Art History at Upcoming4.me"